# 都市対抗野球大会 (奈良県勢)
本項は、都市対抗野球大会における奈良県勢の戦績についてまとめたものである。

## 概略
- 奈良県は近畿地区、東近畿地区に編成されたのち、京滋奈地区を経て現在では近畿地区に所属しているが、県内には日本野球連盟所属チームが存在していなかった時期が続いていた。
- 奈良県勢の本大会初出場は1948年（第19回大会）の八木町・中和クラブだが初戦で敗退。その後、日本野球連盟特別枠で奈良県に1枠与えられた2005年（第76回大会）に広陵町・ミキハウスが出場。2010年（第81回大会）には、大和高田市・大和高田クラブが初出場し、県勢初勝利を挙げた。

## 通算成績
（第91回大会まで。中止となった第15回大会を除く。以下本項において同じ。）
- 延べ出場回数　3回
- 優勝回数　なし
- 準優勝回数　なし
- 通算勝敗　1勝3敗（勝率 .250）

## 出場チームの戦績
| 年     | 回     | 都市・チーム               | 成績      | 試合結果 | 試合結果                        |
| ------ | ------ | -------------------------- | --------- | -------- | ------------------------------- |
| 1948年 | 第19回 | 八木町・中和クラブ         | 2回戦敗退 | 2回戦    | ● 2－10 大塚産業（長浜市）      |
| 2005年 | 第76回 | 広陵町・ミキハウス         | 1回戦敗退 | 1回戦    | ● 2－3 東芝（川崎市）           |
| 2010年 | 第81回 | 大和高田市・大和高田クラブ | 2回戦敗退 | 1回戦    | ○ 1－0 バイタルネット（新潟市） |
| 2010年 | 第81回 | 大和高田市・大和高田クラブ | 2回戦敗退 | 2回戦    | ● 1－3 三菱重工横浜（横浜市）   |

## 他県勢との対戦成績
| 都道府県 | 試合 | 勝 | 敗 | 分 |
| -------- | ---- | -- | -- | -- |
| 新潟県   | 1    | 1  | 0  | 0  |
| 神奈川県 | 2    | 0  | 2  | 0  |
| 滋賀県   | 1    | 0  | 1  | 0  |

## 都市別の他都市との対戦成績
（都市名は、最後に対戦した時点での名称を記す。）
| 都市   | 試合 | 勝 | 敗 | 分 |
| ------ | ---- | -- | -- | -- |
| 長浜市 | 1    | 0  | 1  | 0  |

| 都市   | 試合 | 勝 | 敗 | 分 |
| ------ | ---- | -- | -- | -- |
| 川崎市 | 1    | 0  | 1  | 0  |

| 都市   | 試合 | 勝 | 敗 | 分 |
| ------ | ---- | -- | -- | -- |
| 新潟市 | 1    | 1  | 0  | 0  |
| 横浜市 | 1    | 0  | 1  | 0  |